# Імменштадт
Імменштадт (нім. Immenstadt) — місто в Німеччині, знаходиться в землі Баварія. Підпорядковується адміністративному округу Швабія. Входить до складу району Оберальгой.
Площа — 81,41 км2. Населення становить 14 312 ос. (станом на 31 грудня 2020).